# 錫馬龍縣 (奧克拉荷馬州)
錫馬龍縣（英語：Cimarron County）是美国奧克拉荷馬州最西部的一個郡，北鄰科羅拉多州，東北鄰堪薩斯州，西鄰新墨西哥州，南鄰德克萨斯州，面積4,769平方公里。根據2020年美國人口普查，共有人口2,296人，是全州人口最少的縣。縣治博伊斯城。
纵观錫馬龍縣的历史，錫馬龍縣一直都是奧克拉荷馬州中人口最少的縣份。根據2010年人口普查，錫馬龍縣共有人口2,475人。成立於1889年，並且於1907年獨立自比佛縣。縣名來自锡马龙河（西班牙语「野羊河」的意思）。奧克拉荷馬州的最高點布萊克峰位於本縣。

## 地理

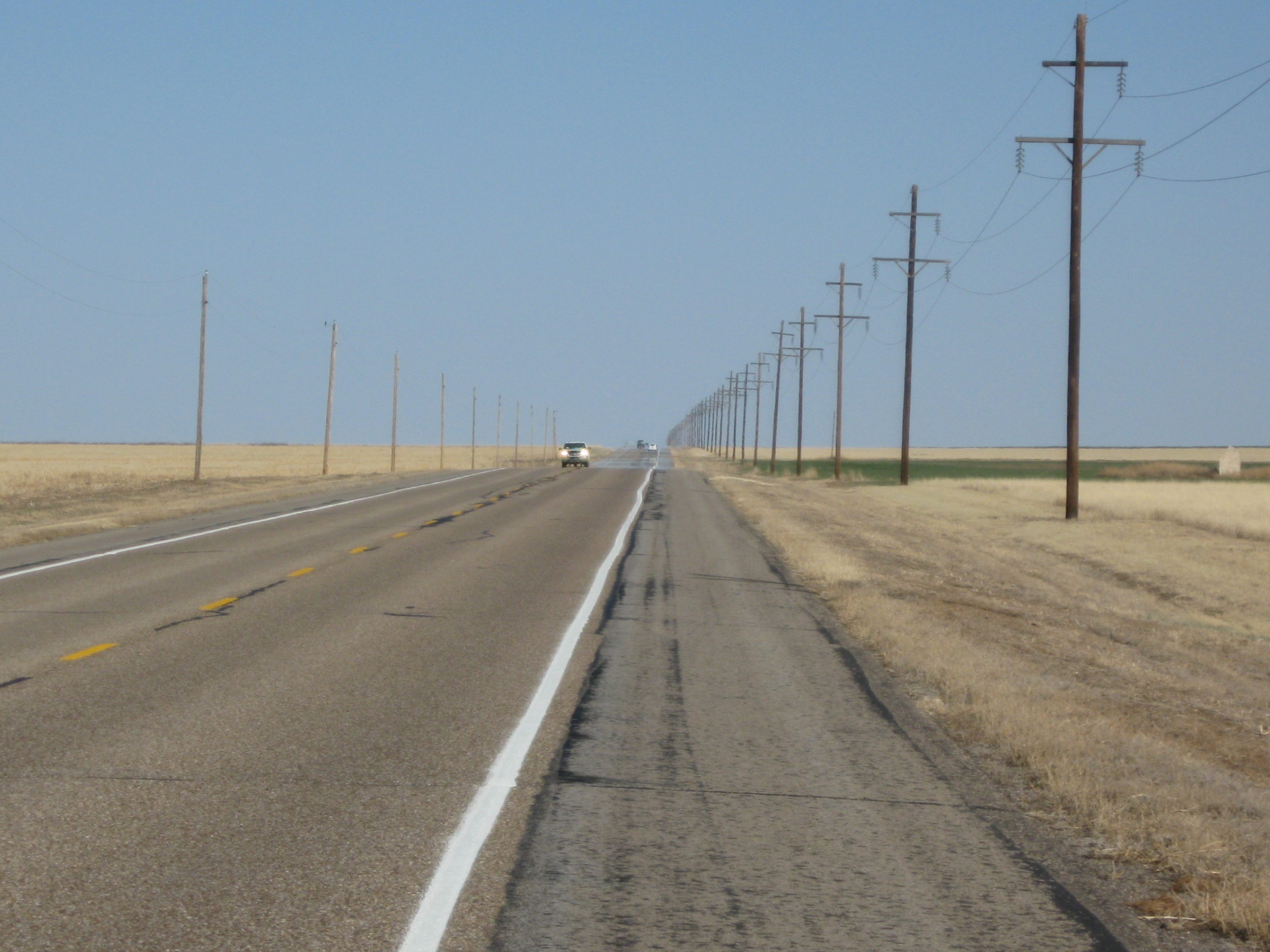
锡马龙县的412号高速公路

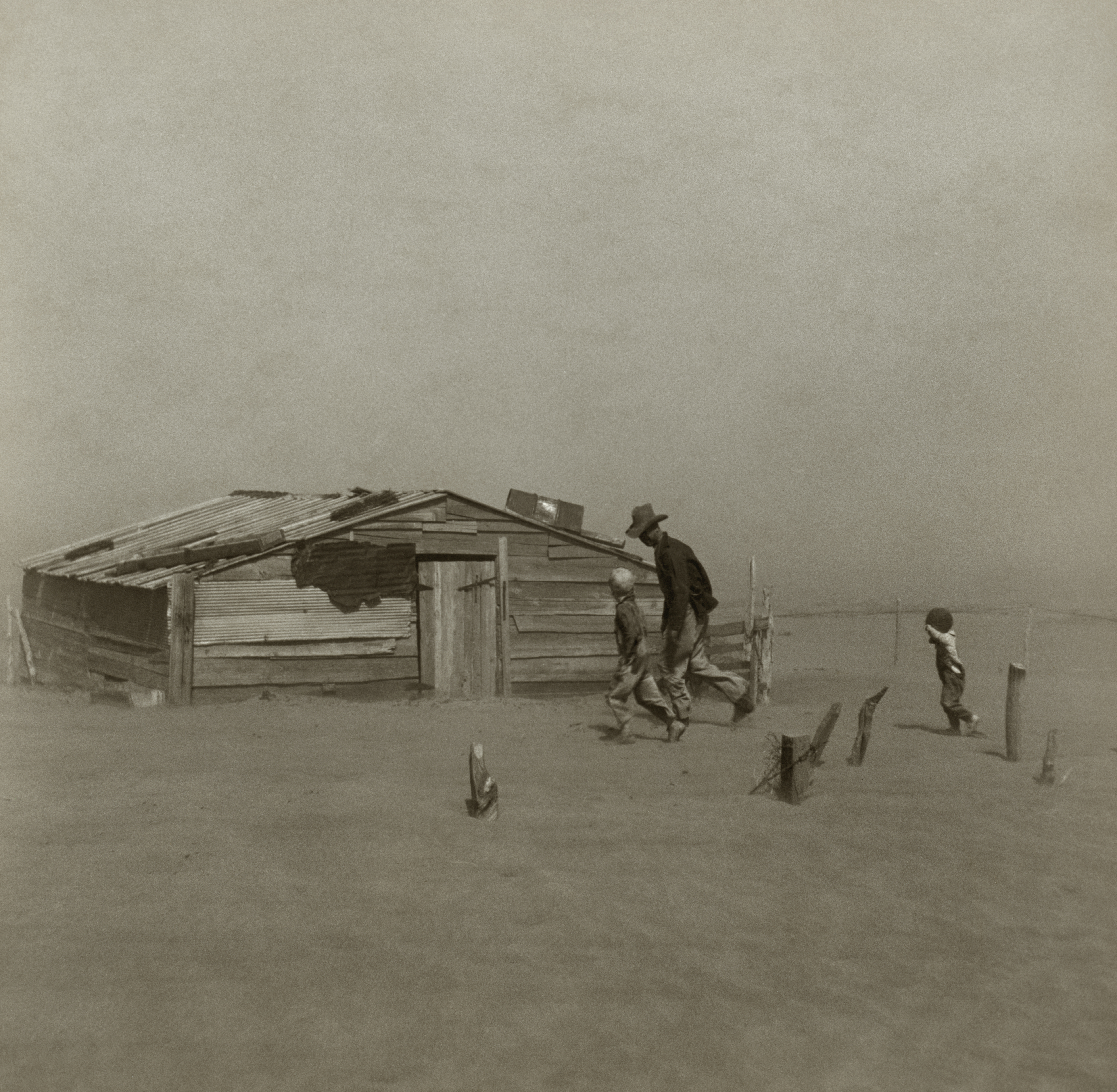
1936年黑色風暴期間，一名农民和他的两位儿子在锡马龙县的沙尘暴中

錫馬龍縣是奧克拉荷馬州，以至全美唯一一個與四個州份接壤的縣份。這四個州份分別是科羅拉多州、堪薩斯州、新墨西哥州和德克萨斯州。因此，錫馬龍縣亦成為全美唯一一個與五個來自不同州份的縣份接壤的縣份。根據2000年人口普查，錫馬龍縣總面積為1,841平方英里（4,768平方），其中有1,835平方英里（4,753平方），即99.67%為陸地；6平方英里（16平方），即0.33%為水域。奧克拉荷馬州的最高點黑梅薩山亦位於錫馬龍縣內，其海拔為4,973英尺（1,516）。

### 主要公路
- 56號美國國道
- 64號美國國道
- 287號美國國道
- 385號美國國道
- 412號美國國道
- 3號奧克拉荷馬州州道
- 171號奧克拉荷馬州州道
- 325號奧克拉荷馬州州道

### 毗邻县
- 巴卡縣：北方
- 莫頓縣：東北方
- 德克薩斯縣：東方
- 達拉姆縣：南方
- 謝爾曼縣：東南方
- 尤寧郡：西方

### 国家保护区
- 丽塔布兰卡国家草原（英语：Rita Blanca National Grassland）（部份）

## 人口
| 调查年               | 人口  | 备注 | %±     |
| -------------------- | ----- | ---- | ------ |
| 1910                 | 4,553 |      | —      |
| 1920                 | 3,436 |      | −24.5% |
| 1930                 | 5,408 |      | 57.4%  |
| 1940                 | 3,054 |      | −43.5% |
| 1950                 | 4,589 |      | 50.3%  |
| 1960                 | 4,496 |      | −2.0%  |
| 1970                 | 4,145 |      | −7.8%  |
| 1980                 | 3,648 |      | −12.0% |
| 1990                 | 3,301 |      | −9.5%  |
| 2000                 | 3,148 |      | −4.6%  |
| 2010                 | 2,475 |      | −21.4% |
| 於1907年前屬於比佛縣 |       |      |        |

根據2010年人口普查，錫馬龍縣擁有2,475居民、1,047住戶和705家庭。。其人口密度為每平方英里2居民（每平方公里1居民）。錫馬龍縣擁有1,587間房屋单位，其密度為每平方英里1間（每平方公里0.3間）。錫馬龍縣的人口是由84.7%白人、0.2%黑人、0.8%土著、0.3%亞洲人、12.1%其他種族和1.8%混血构成。而西班牙裔或拉丁美洲人佔了人口20.8%。
在1,047住户中，有31.30%擁有一個或以上的兒童（18歲以下）、60.40%為夫妻、6.00%為單親家庭、而有30.90%為非家庭。其中29.30%住户為獨居，15.50%為同居長者。平均每戶有2.47人，而平均每個家庭則有3.07人。在2,475居民中，有27.60%為18歲以下、6.40%為18至24歲、23.40%為25至44歲、24.00%為45至64歲以及18.60%為65歲以上。人口的年齡中位數為39歲，每100個女性就有97.40個男性。而每100個成年女性（18歲以上）則有95.30個成年男性。
錫馬龍縣的住戶收入中位數為$30,625，而家庭收入中位數則為$36,250。男性的收入中位數為$24,327，而女性的收入中位數則為$18,110。錫馬龍縣的人均收入為$15,744。約13.90%家庭和17.60%人口在貧窮線以下。